# Cal Comte (Granyena de Segarra)
Cal Comte és una obra del municipi de Granyena de Segarra (Segarra) inclosa en l'Inventari del Patrimoni Arquitectònic de Catalunya.

## Descripció
És un edifici de planta irregular ambdues façanes disposades en angle i que donen al Carrer Major de la vila. Aquesta casa es presenta com un exemple de casa típica senyorial del segle xviii, però no és de nova planta, sinó que es va construir molt abans.

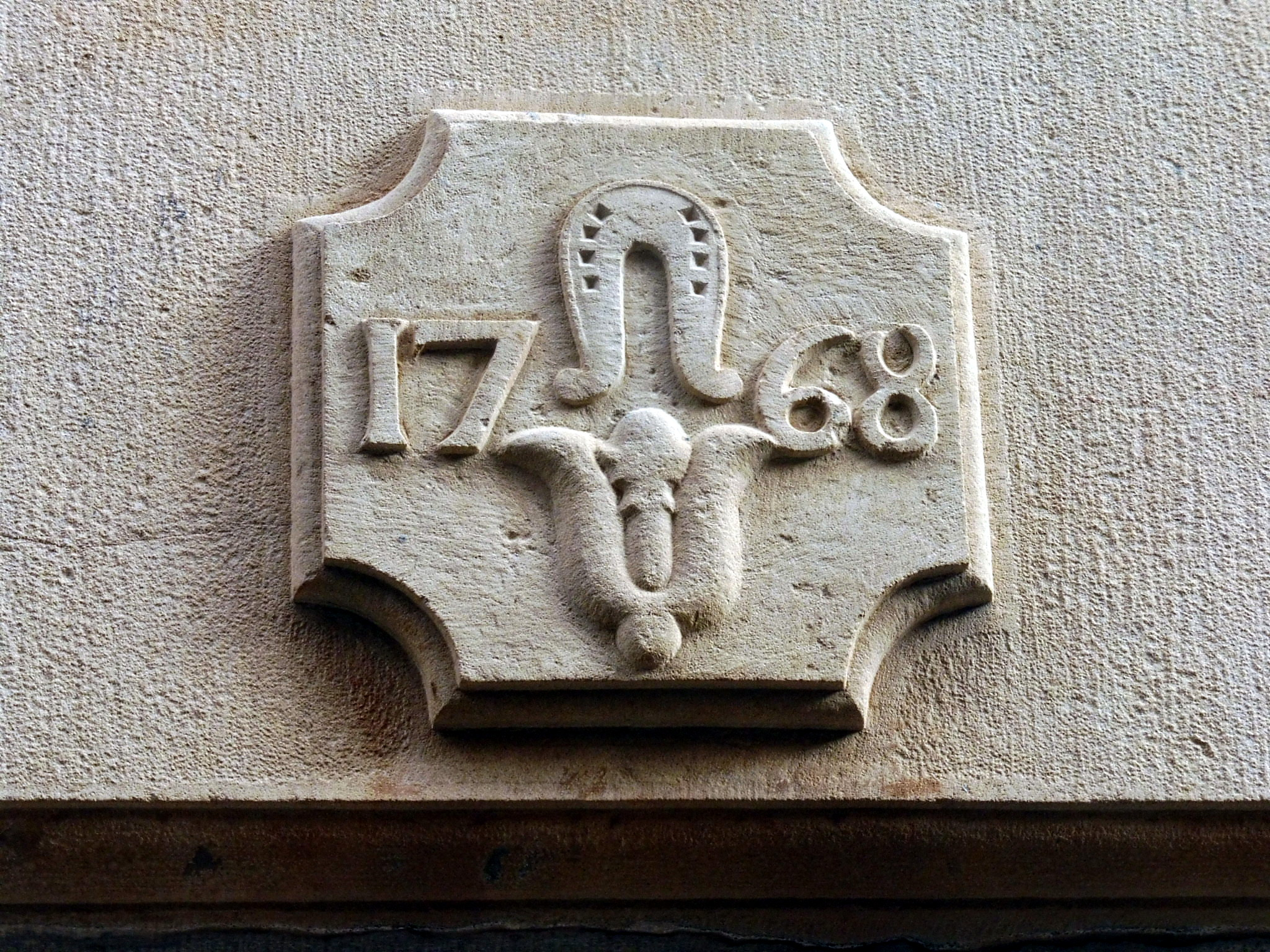
Relleu a la llinda de la porta

La façana principal s'estructura a partir de planta baixa, primer pis i golfes. A la planta baixa hi trobem dues portes d'accés d'estructura de llinda, disposades l'una al costat de l'altra. La porta esquerra se'ns presenta paredada i al mig de la llinda, un dibuix d'una ferradura incisa. La porta dreta és l'entrada principal a la casa, amb un relleu al mig de la llinda de l'any "1768", separat amb desenes al mig de les quals hi ha una ferradura i una flor de Lis. Per sobre d'aquesta planta baixa, es disposa el primer pis, quatre finestres tancades amb porticons de fusta, i finalment, les golfes amb tres finestres i un balcó. L'estructura, se'n va modifcar desprès, a partir d'una antiga finestra. Aquesta façana principal presenta una obra amb paredat regular, arrenglerat i molt ben conservat, gràcies a la restauració de tot l'edifici a final del segle xx. La façana lateral, situada amb angle respecte a la façana principal, presenta un paredat molt més irregular que l'anterior. L'estructura d'aquesta façana lateral es fa també a partir de tres pisos; planta baixa, primer pis i a la part superior, obertura de galeria de tres arcades de mig punt. Destaca el fet que s'utilitza carreus per les obertures de la planta baixa, actualment paredades, i el primer pis, així com a l'aresta dreta d'aquesta façana lateral. Finalment l'edifici disposa d'un ràfec format per teula i maó que ressegueix el perímetre d'ambdues façanes del Carrer Major de la vila.

## Història
La casa té molts elements que contextualitzen les cases rurals de la Catalunya del segle xviii, com per exemple la galeria de l'edifici situada a la façana lateral que dona al carrer Major del poble.